# Porträt eines afrikanischen Mannes
Das Porträt eines afrikanischen Mannes (niederländisch Portret van een Afrikaanse man, englisch Portrait of an African Man) ist ein Gemälde des niederländischen Renaissance-Malers Jan Mostaert. Mostaert schuf das Gemälde wahrscheinlich zwischen 1525 und 1530. Es ist nicht bekannt, wen das Porträt darstellt. Aufgrund der Kleidung, Haltung und Attribute wird angenommen, dass der Afrikaner ein Soldat an einem europäischen Hof war. Vermutlich gehörte er zum Hofstaat von Margarete von Österreich. Es könnte sich um Christophle le More, Mitglied der Leibwache Karls V., handeln. Seit 2005 ist das Gemälde im Besitz des Rijksmuseum Amsterdam.
Jan Piet Filedt Kok und Mareike de Winkel vom Rijksmuseum schrieben über das Bild: „Es ist das früheste und einzige unabhängig gemalte Porträt eines Schwarzafrikaners aus dem späten Mittelalter und der Renaissance, das erhalten geblieben ist.“ Frühere Bildnisse und Skulpturen der Heiligen Mauritius und Balthasar, die üblicherweise als Schwarze gezeigt wurden, waren stereotyp dargestellt.

## Bildbeschreibung
Das Gemälde zeigt die Halbfigur eines Mannes in nach links gedrehter Dreiviertelansicht in europäischer Kleidung des 16. Jahrhunderts vor einem blaugrünen Hintergrund. Seine Haltung ist selbstbewusst, mit ruhigem Blick und mit einem leicht angehobenen Kinn. Er hat ein dunkelbraunes Gesicht, einen dunklen Oberlippenbart und einen kurzen Vollbart. Sein schwarzes Haar wird weitgehend von einer orangeroten Mütze verdeckt, an der ein rundes goldenes (oder silbervergoldetes) Pilgerabzeichen befestigt ist. Er trägt ein weißes Hemd ohne Kragen, aber mit einem gerüschten und bestickten oberen Rand. Darüber trägt er ein tiefrotes Wams, darüber wiederum einen einfachen schwarzen Mantel, einen sogenannten Tappert, mit Ärmeln, die an den Ellenbogen aufgeschnitten sind und von schwarzen, geflochtenen Schnüren zusammengehalten werden. Die Schnüre, die den Rock am Hals schließen, bilden eine Art doppelte Halskette und sind in Höhe seines Bauches zusammengebunden. Darunter trägt der Mann zwei braungefärbte Beinlinge, die mit paarig eingezogenen Nestelbändern am Gambeson angenestelt sind. Sein Hosenschlitz wird durch das Hemd und durch einen Schritteinsatz (Braguette) bedeckt, die unter dem Griff seines Schwertes zu sehen sind.
Der Mann auf dem Gemälde trägt außerdem Handschuhe aus dünnem weißen Leder, die in einer feinen Quaste am Handgelenk enden. Seine rechte Hand ruht auf dem reich verzierten Griff eines Schwertes, das zusammen mit einem bestickten Beutel am Wehrgehänge befestigt ist. Jan Piet Filedt Kok und Mareike de Winkel vermuteten, dass es sich um ein um 1500 häufig verwendetes Schwert mit gerader Klinge handelt, dessen Kreuzgriff lang genug ist, um bei Bedarf mit zwei Händen gehalten zu werden. Dieser Schwerttyp ist auf zahlreichen Bildern aus der Zeit zwischen 1465 und 1510 zu sehen und war in ganz Europa verbreitet. Auf dem Geldbeutel sind mit Goldfaden und Perlen florale Motive und eine französische Lilie gestickt.

## Geschichte und Provenienz
Eine dendrochronologische Untersuchung der Eichentafel des Gemäldes hat gezeigt, dass das Porträt ab 1520 entstanden sein könnte, eine Entstehung ab 1526 aber plausibler ist. Der ursprüngliche Rahmen des Bildes wurde zu einem nicht bekannten Zeitpunkt abgesägt, vermutlich als andere Rahmen modern wurden. 

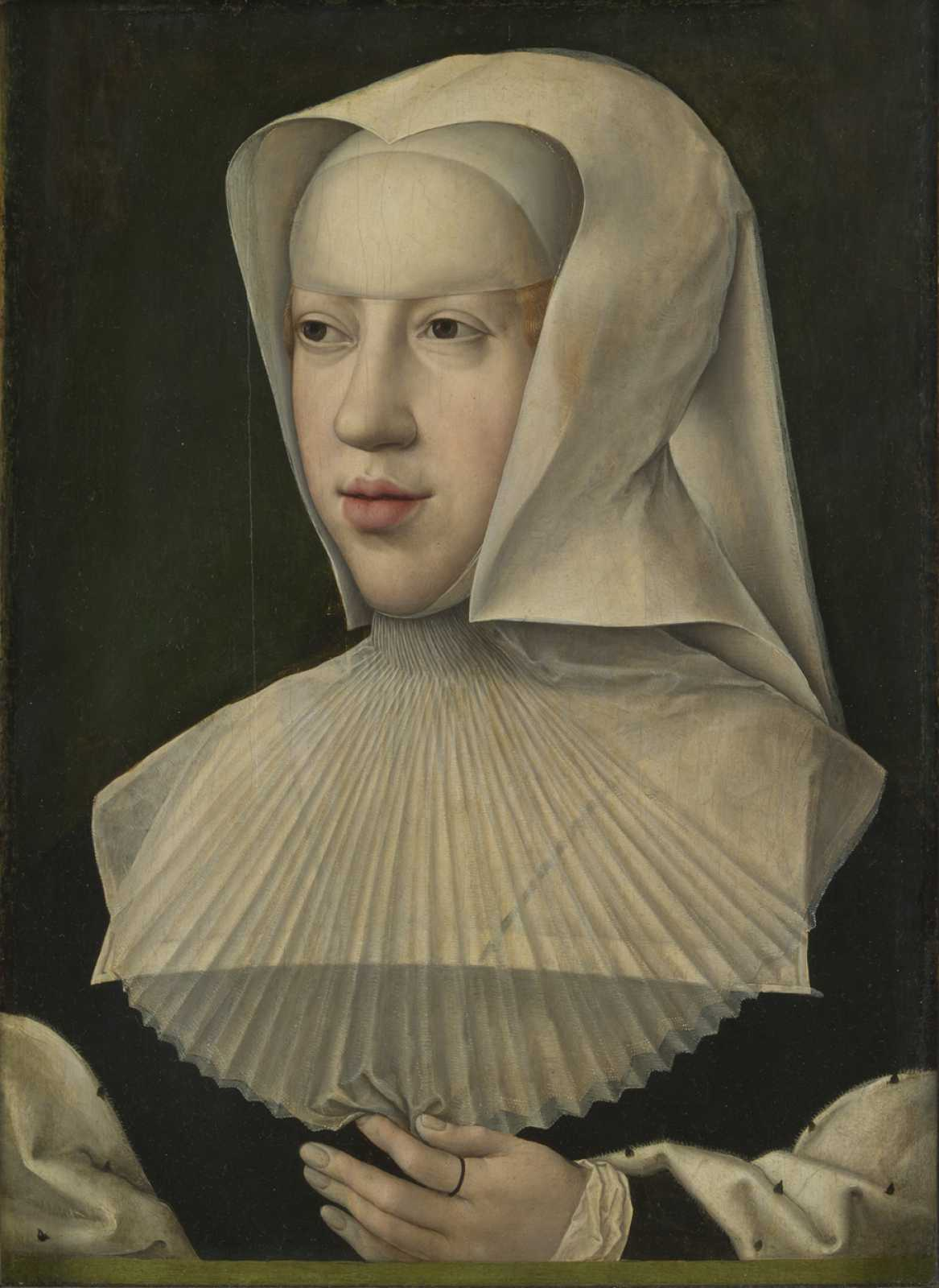
Margarete von Österreich als Witwe, Gemälde Bernards van Orley, zwischen 1510 und 1520

Bis Anfang des 20. Jahrhunderts trat das Porträt nicht öffentlich in Erscheinung. 1920 erwarb es der Kunsthändler Thomas Harris. Woher Harris das Gemälde hatte, ist nicht bekannt, nur dass viele der Bilder, die Harris verkaufte, aus Spanien stammten. Harris schickte ein Foto des Gemäldes an den renommierten Kunsthistoriker Max Friedländer. Auf Grundlage der Fotografie schrieb Friedländer das Gemälde dem Haarlemer Maler Jan Mostaert zu, was in den folgenden Jahrzehnten nie in Frage gestellt wurde. Auch Jan Piet Filedt Kok und Mareike de Winkel vom Rijksmuseum Amsterdam haben die Zuschreibung nach ihrer wissenschaftlichen Untersuchung im Jahr 2005 als wahrscheinlich bestätigt. Das Porträt habe zwar viele Ähnlichkeiten mit anderen männlichen Porträts der Zeit, aber in Stil und Maltechnik entspreche es am engsten den Mostaert zugeschriebenen Porträts. Jan Mostaert war im März 1518 von Margarete von Österreich zum Ehrenmaler ernannt worden, wahrscheinlich auf Fürsprache der vielen Adligen, die Mostaert mit gutem Erfolg porträtiert hatte.
Friedländer erwähnte das Porträt 1921 in der zweiten Auflage seines Handbuchs Von Eyck bis Bruegel ohne weitere Erläuterung. In seiner Darstellung der altniederländischen Malerei führte er es 1934 als Gemälde Mostaerts auf. 1924 ging das Porträt in den Besitz von Hans Wendland in Lugano über, der es noch im gleichen Jahr an die Galerie Fischer in Luzern verkaufte. Die Galerie verkaufte das Bild 1934 an Thomas D. Barlow (1883–1964) in London.
Die Öffentlichkeit konnte das Gemälde 1936 erstmals sehen, als es im Rahmen einer Ausstellung im Museum Boymans in Rotterdam gezeigt wurde. Der Kunstkenner H. P. Bremmer erwähnte es daraufhin lobend. In den folgenden Jahrzehnten wurde das Porträt im Rahmen mehrerer Ausstellungen in den Niederlanden und im Vereinigten Königreich gezeigt. Der Kunsthistoriker Friedrich Winkler wies 1959 als Erster auf den einzigartigen und eigenständigen Charakter des Porträts hin.
Nach Thomas D. Barlows Tod erbte sein Sohn Basil Stephen Barlow (1918–1991) das Gemälde. Dessen Erben gaben es von 1998 bis 2003 als Leihgabe an das Kenwood House in London. Von dort kam es 2004 über Simon C. Dickinson Ltd, London, zum Kunsthändler R. Noortman in Maastricht. 2005 erwarb das Rijksmuseum Amsterdam, unterstützt von mehreren Sponsoren, das Porträt für 600.000 €. Am Rijksmuseum Amsterdam wurde nach dem Erwerb des Bildes eine eingehende wissenschaftliche Untersuchung durchgeführt, die neben einer dendrochronologischen Untersuchung, einer Infrarotreflektographie und Röntgenaufnahmen auch die Analyse der Kleidung des Porträtierten und einen Stilvergleich mit anderen Porträts Jan Mostaerts umfasste. Darüber hinaus evaluierte der Historiker Ernst van den Boogardt anhand von veröffentlichten archivalischen Quellen, um wen es sich bei dem abgebildeten Schwarzen handeln könnte.
Der 2005 erschienene Konferenzband Black Africans in Renaissance Europe verwendete das Porträt eines afrikanischen Mannes als Titelblatt.

## Maltechnik und Farben
Bei der kunsttechnologischen Untersuchung wurde das Porträt zerstörungsfreien Verfahren wie der Infrarotreflektographie und verschiedenen Röntgenanalysen unterzogen. Es konnte so nachgewiesen werden, dass es keine Vorzeichnung gab. Auch konnte gezeigt werden, dass der blaugrüne Untergrund, der vermutlich aus Azurit mit Bleiweiß besteht, die Figur ausspart. Der Bart war ursprünglich länger und erhielt erst im Laufe des Malprozesses seine in zwei Spitzen endende Form. Für das Gesicht des Dargestellten verwendete der Maler eine spezielle Farbkomposition. Im Gegensatz zu den Porträts hellhäutiger Personen enthalten hier lediglich die Glanzlichter und die Reflexionen auf den Augenpupillen Bleiweiß. Die Kleidung ist texturbetont gemalt. Der Rand der Stickerei des Hemdes ist dabei in weiß gezeichnet, während Mostaert den roten Gambeson mit roten Lasurschichten auf einer weißen Untermalung modellierte. Die Details des schwarzen Wappenrocks und der Kordeln sind mit feinen gelb-brauen Aufhellern angedeutet. Das Gold des Abzeichens auf dem orangeroten Barett ist in Gelb mit Spuren von Bleizinn angedeutet.

## Bedeutung
Bei der Konferenz Black Africans in Renaissance Europe 2001 in Oxford wies die englische Historikerin Kate Lowe in ihrem Vortrag „The stereotyping of black Africans in Renaissance Europe“ („Die Stereotypisierung von Schwarzen Afrikanern im Europa der Renaissance“) auf die Bedeutung des Porträts hin und analysierte es als Gegenbeispiel zu der sonstigen stereotypen Darstellung von Schwarzen in der Renaissance.
Jan Piet Filedt Kok und Mareike de Winkel vom Rijksmuseum schrieben über das Bild: „Es ist das früheste und einzige unabhängig gemalte Porträt eines Schwarzafrikaners aus dem späten Mittelalter und der Renaissance, das erhalten geblieben ist.“ In dieser Zeit wurden zwar regelmäßig Schwarze dargestellt, häufig als einer der Heiligen Drei Könige. Die früheste Darstellung eines Heiligen als Schwarzer ist die Skulptur des Heiligen Mauritius im Magdeburger Dom, die um 1240/50 entstand. Doch waren diese Darstellungen keine Porträts individueller Personen, sondern allgemeine Typen mit ständig wiederkehrenden Merkmalen.
Albrecht Dürer zeichnete 1508 den Kopf eines Afrikaners. Hierbei handelt es sich jedoch um eine Studienzeichnung, die kein anderer Künstler zu sehen bekam. Dürer hatte sie wohl in der Absicht geschaffen, diese später in einem Gemälde mit dem Motiv Anbetung der Könige zu verwenden. 1521 zeichnete Dürer während eines Aufenthalts in Antwerpen eine zwanzigjährige Schwarze, bei der es sich um eine Dienerin oder Sklavin des Hoffaktors des Königs von Portugal handelt, auch in diesem Fall eine Studienzeichnung für den eigenen Gebrauch.

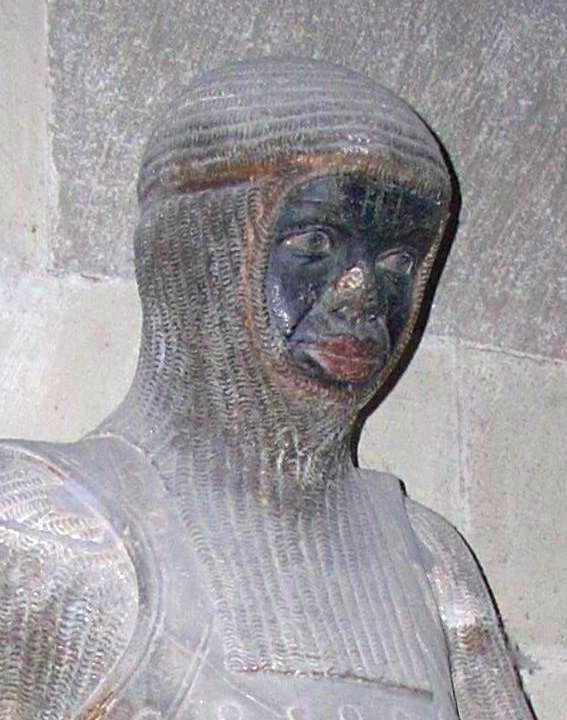
Heiliger Mauritius, Skulptur im Chorraum des Magdeburger Doms, um 1240/50
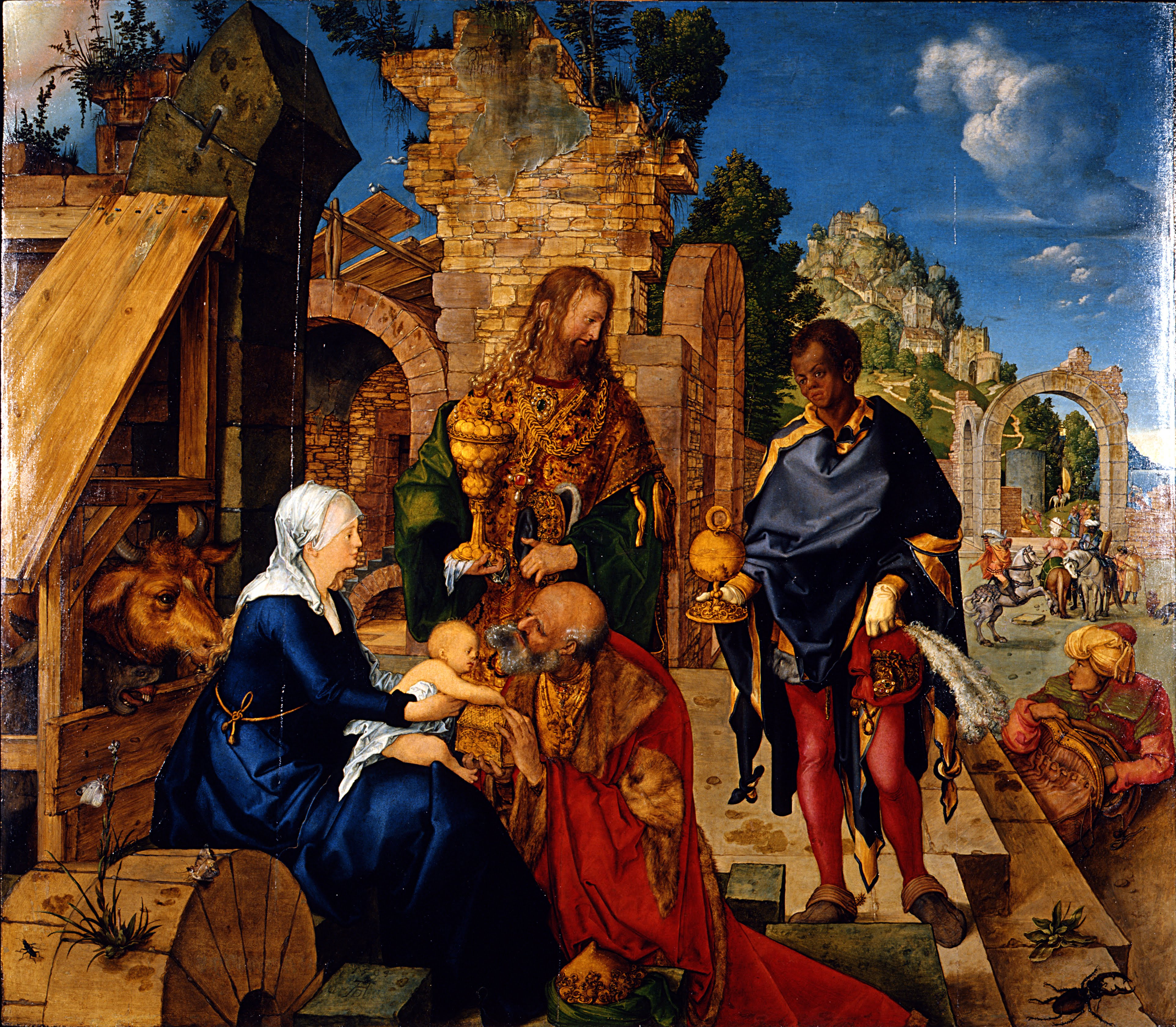
Anbetung der Könige; Ölgemälde von Albrecht Dürer, 1504
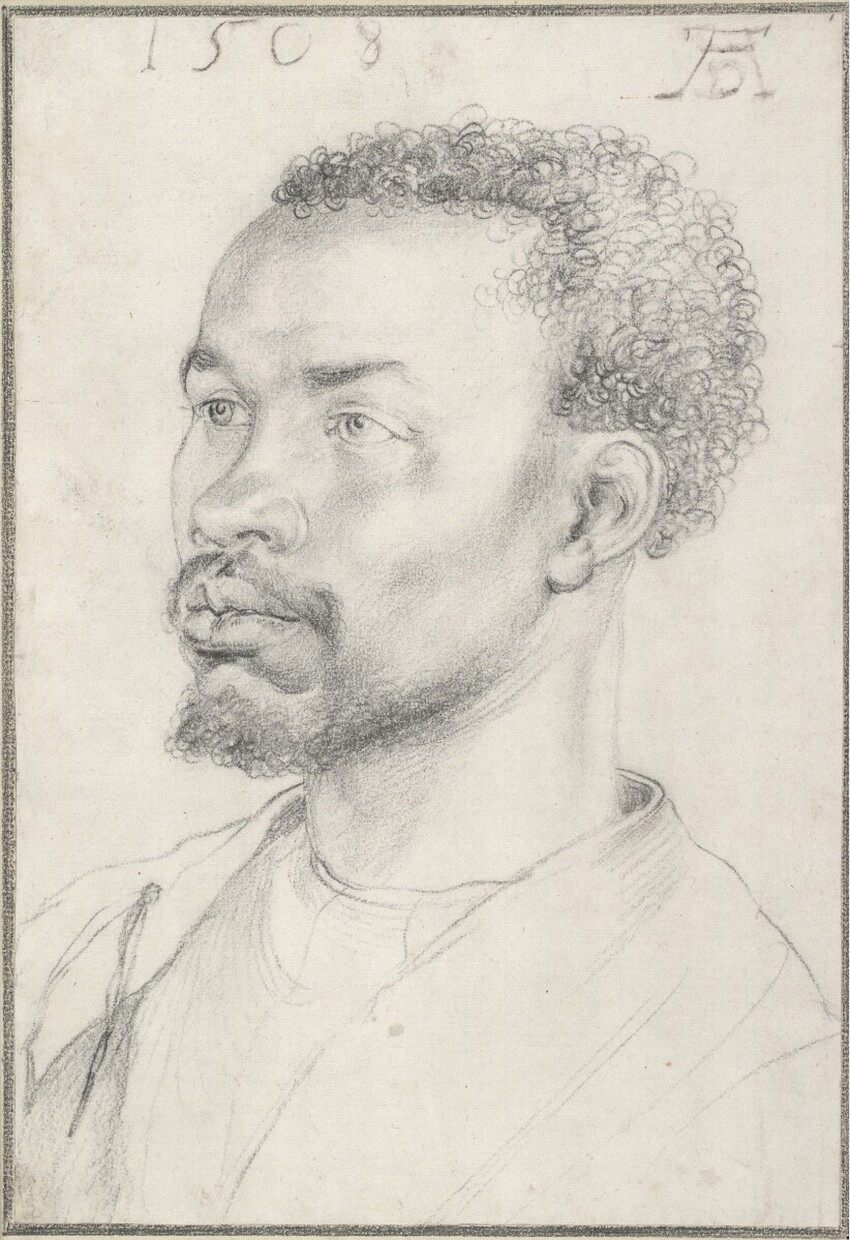
Kopf eines Afrikaners, Studienzeichnung von Albrecht Dürer, 1508
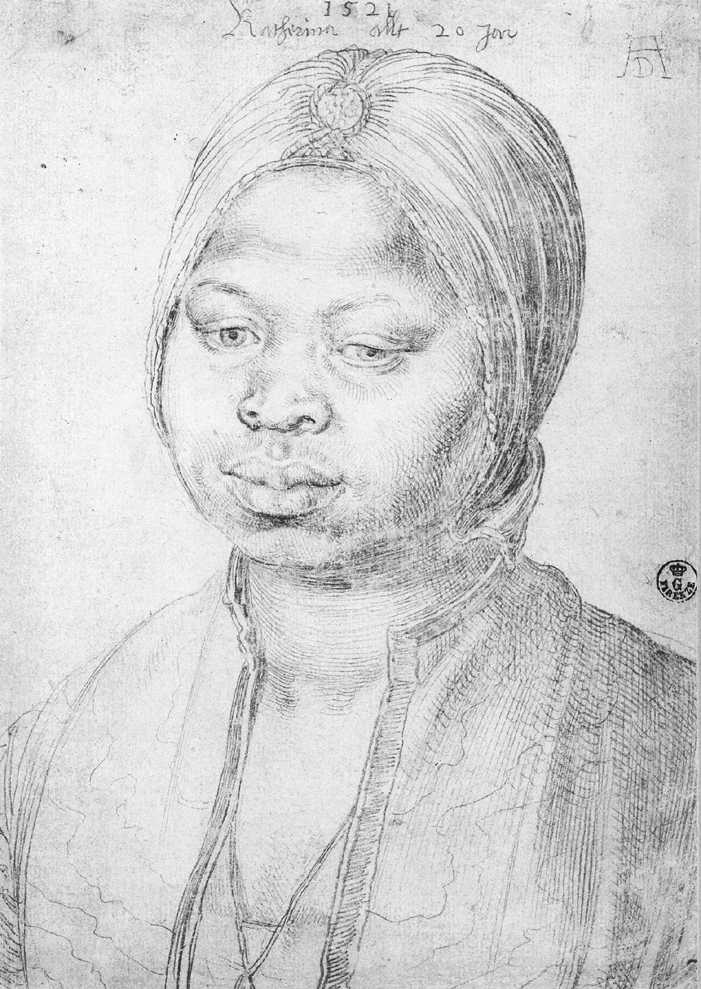
Katherina allt 20 Jar, Studienzeichnung von Albrecht Dürer, 1521
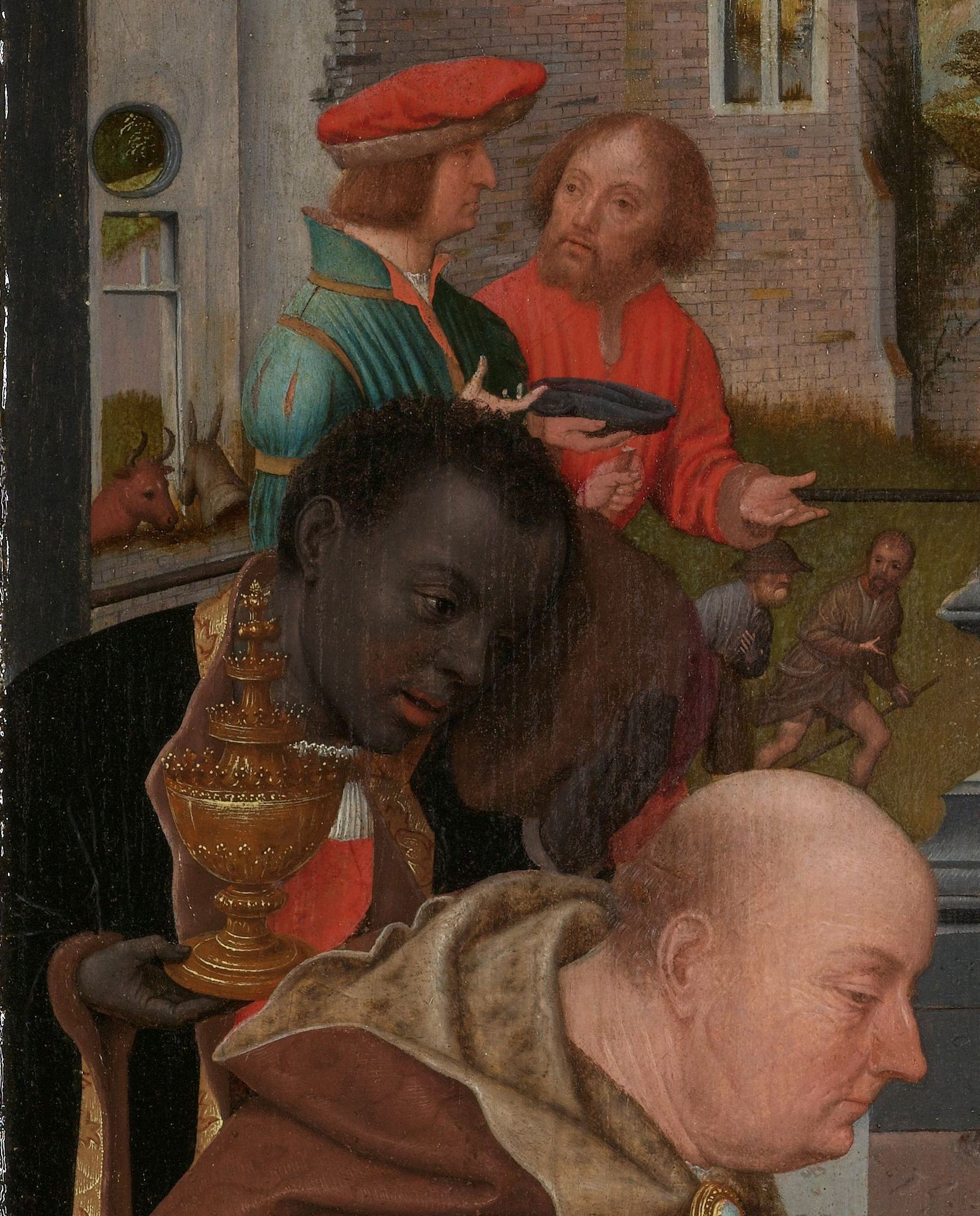
Balthasar (Detail) aus Die Anbetung der Könige von Jan Mostaert, 1520–25
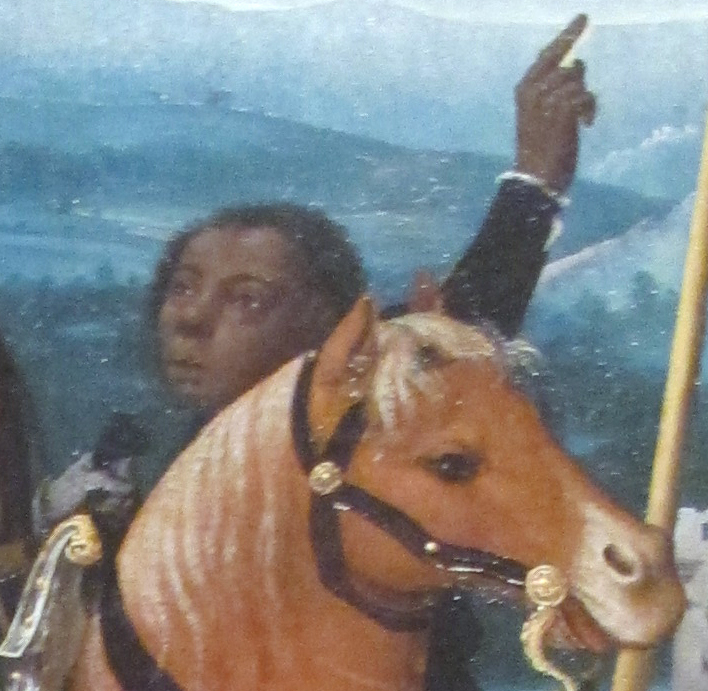
Schwarzer Diener (Detail) aus Die Kreuzigung von Jan Mostaert, 16. Jahrhundert

Wie die Kunsthistorikerin Esther Schreuder vermerkte, hat Jan Mostaert selbst Darstellungen von Schwarzen in weiteren Bildern im Hintergrund integriert, als König in einer Weihnachtszene, als Diener oder als Musiker. Diese entsprechen den sonst üblichen stereotypen Darstellungen von Schwarzen als Nebenfiguren.

## Dargestellter Mann
Haltung, Kleidung und Attribute des dargestellten Afrikaners zeigen seine Verbindung mit der europäischen Hofkultur. Die Historikerin Kate Lowe schloss aus Mostaerts Zugehörigkeit zu Margarete von Österreichs Hof, dass der dargestellte Mann dem Hofstaat in Mechelen angehörte. Gemälde auf Eichentafeln waren kostspielig und entstanden in der Regel als Auftragsarbeiten, wobei der Auftrag üblicherweise von den Porträtierten oder vom betreffenden Hof ausging. Die Kleidung des Mannes und die Attribute (Schwert und Pilgerabzeichen) seien kostspielig. Abgesehen von seiner Hautfarbe unterscheide sich der Mann nicht von anderen Darstellungen von Renaissance-Adligen. Lowe verwies insbesondere auf die fehlenden Ohrringe und nicht vorhandenen körperlichen Narben oder Brandzeichen, die sonst die Darstellungen von Schwarzen stereotyp aufwiesen, die auf vielen Bildern als Diener oder Sklaven als Beiwerk oder Teil der Szenerie dargestellt sind. Auch weitere etablierte Stereotype von Darstellungen von Schwarzen weist das Porträt nicht auf. Dazu gehören die einfältig lachende Pose – Lachen galt als Beleg für Dummheit und mangelnde Disziplin – oder Faulheit, Trunkenheit oder Kriminalität. Insgesamt kam Lowe zu dem Schluss, dass es sich um einen hochstehenden Mann handeln müsse.
Jan Piet Filedt Kok und Mareike de Winkel widersprachen Kate Lowes Einschätzung, dass die Kleidung des Porträtierten kostspielig und spanisch sei. Ihrer Meinung nach bestand sie eher aus einfachen, praktischen Stoffen und nicht, wie beim Adel üblich, aus teurem Brokat- oder Damaststoff. Zudem war die Kleidung des Mannes um 1520 beim Adel bereits aus der Mode. Das betrifft den Schnitt des Hemds, den Stil der weißen Lederhandschuhe und der Mütze und auch das Tragen des Geldbeutels am Gürtel. Dagegen war der Porträtierte mit seinem Bart, Oberlippenbart und kurzen Haaren modisch auf der Höhe der Zeit. Noch zu Beginn des 16. Jahrhunderts waren Männer am niederländischen und auch am spanischen Hof kahlgeschoren. Ab etwa 1515 wurden am französischen Hof Bart und kurzes Haar üblich. Dieser Mode schloss sich der habsburgische Hof in Mechelen an.
Laut Filedt Kok und Winkel war der Mann nicht so gekleidet, wie man es von einem Adeligen oder einem Abgesandten eines anderen Hofes erwarten würde, sondern eher wie ein Soldat, etwa ein Söldner oder ein Leibwächter. Militärische Uniformen gab es noch nicht. Die Kleidung und Haltung des Porträtierten strahlen eine gewisse Bravour aus und es scheint wahrscheinlich, dass er in den Diensten eines hohen Herrn (oder einer hohen Dame) stand. Das Pilgerzeichen und sein Haar und Bart machen es wahrscheinlich, dass er in den Kreisen des habsburgischen Hofes in Brüssel oder Mechelen bei Margarete von Österreich lebte.
Das Pilgerabzeichen am Hut belegt, dass der Abgebildete Christ war. Auf dem Abzeichen ist eine Madonna zwischen zwei Engeln dargestellt. Es ist das Zeichen der Muttergottes von Halle bei Brüssel, das dank einer Marienstatue in der Basilika St. Martin in dieser Zeit ein bedeutender Wallfahrtsort war. Der Porträtierte könnte den Wallfahrtsort selbst besucht und das Abzeichen dort gekauft oder von seinem Dienstherrn als Geschenk erhalten haben. Als weitere Möglichkeit gilt, dass das Abzeichen auf seine Zugehörigkeit zur Bruderschaft Unserer Lieben Frau von Halle hinweist. Das Tragen einer goldenen oder vergoldeten Plakette an der Kopfbedeckung war ein kurzlebiges, vor allem höfisches Modephänomen, das am französischen Hof entstanden und vor allem in Italien und den Niederlanden übernommen worden war. Das belegen holländische Porträts aus der Zeit von 1510 bis 1530, darunter eine Reihe männlicher Porträts von Jan Mostaert. Abgesehen vom Pilgerabzeichen trägt der Mann keinen weiteren Goldschmuck wie Ketten, Kragen, Ringe, Knöpfe oder Nägel am Hut, wie es bei einem Adeligen üblich gewesen wäre.
Das Gemälde hat einen unbemalten Rand von ca. 5 mm, der im gerahmten Zustand nicht zu sehen ist. Dieser Rand belegt, dass die bemalte Oberfläche des Bildes vollständig erhalten und das Gemälde kein Fragment einer größeren Darstellung ist. Filedt Kok und de Winkel wiesen darauf hin, dass damit eine Darstellung eines der Heiligen Drei Könige ausgeschlossen ist, da diese nie allein abgebildet wurden.
Der Historiker Ernst van den Boogardt hat anhand von veröffentlichten archivalischen Quellen Christophle le More als wahrscheinlichsten Kandidaten für den dargestellten Soldaten identifiziert, wobei er konstatierte, dass weitere Archivrecherchen zu weiteren möglichen Kandidaten führen könnten. Christophle wurde zwischen 1501 und 1506 als in den Ställen von Philipp dem Schönen beschäftigter Lakai mehrmals erwähnt. Boogardt sieht als mögliche Herkunft, dass er als Sohn eines Sklaven um 1490 geboren sein könnte und getauft und als Christ erzogen worden wäre. Er könnte formell freigelassen worden sein oder durch seinen Aufstieg könnte im Laufe der Zeit die Unterscheidung zwischen Sklave und loyalem Diener verwischt worden sein. Als Jugendlicher hätte er in den Ställen zu arbeiten begonnen, der Schule für die jungen Hofadeligen, die reiten lernen mussten. Dort hätte Christophle regelmäßig mit ihnen Kontakt gehabt, und auch Karl V. dürfte ihn von klein auf gekannt haben. Bis 1517 gibt es keine weiteren Hinweise auf Christophle, dann erscheint er auf einer Lohnliste Karls V. Boogardt geht davon aus, dass er als Erwachsener Mitglied der Leibwache Karls V., einer Elitegruppe von etwa hundert Mann, geworden war. Diese Leibwächter gehörten zu den niederen Hofbediensteten.
2013 brachte der Direktor des Rijksmuseum Wim Pijbes in einem Zeitungsartikel das Porträt mit der Entwicklung der niederländischen Folklorefigur Zwarte Piet in Verbindung. Die Literaturhistorikerin Marie-José Govers reagierte daraufhin 2014 mit der These, das Porträt sei eine Darstellung des Heiligen Mauritius. Die Kunsthistorikerin Esther Schreuder wies diese beiden Theorien, die nie wissenschaftlich publiziert wurden, als substanzlos zurück.